# El Nayar (Durango)
El Nayar es una localidad del estado mexicano de Durango. Es parte del municipio de Durango.

## Demografía
| Gráfica de evolución demográfica |
|                                  |

| Censo | Población |
| ----- | --------- |
| 1900  | 865       |
| 1910  | 852       |
| 1921  | 901       |
| 1930  | 866       |
| 1940  | 627       |
| 1950  | 906       |
| 1960  | 846       |
| 1970  | 1 477     |
| 1980  | 2 095     |
| 1990  | 2 549     |
| 2000  | 2 961     |
| 2010  | 3 308     |
| 2020  | 4 161     |